# Sheykh Junayd
Sheikh Junayd (... – 1460) è stato un sovrano azero figlio di Ibrahim Safavi. Dopo la morte del padre assunse la guida dei Safavidi dal 1447 al 1460.

## Biografia
Sotto il regno di Junayd, i Safavidi si trasformarono da seguaci del sufismo, ordine organizzato intorno a un santo-asceta, in un movimento militare con una politica di conquista e di dominio. Egli fu il primo capo spirituale safavita a esporre i sentimenti Sciti, ed in particolare della minoranza duodecimana. Junayd venne visto dai suoi seguaci come una incarnazione divina.

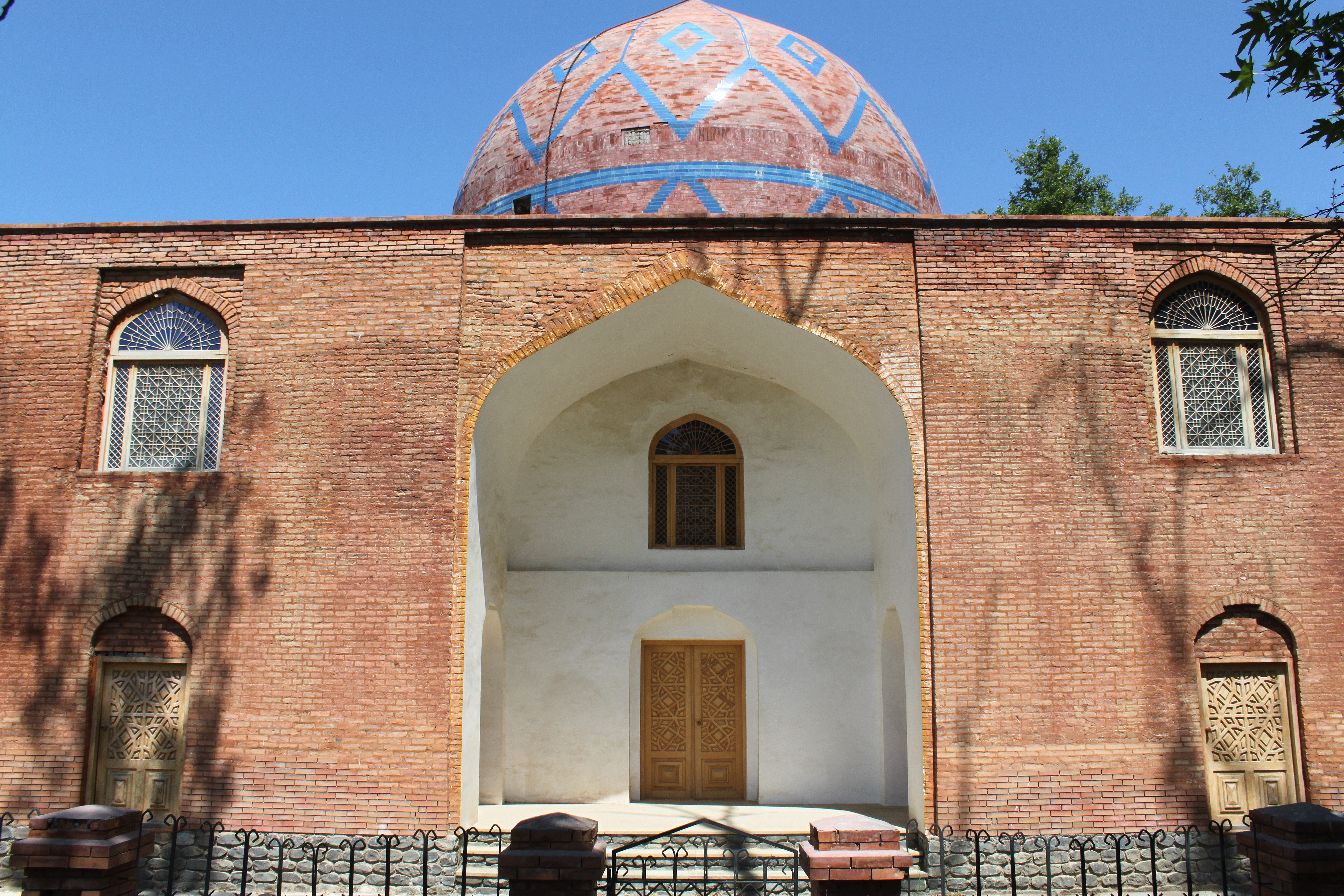
Il mausoleo di Sheikh Junayd

Durante il periodo trascorso ad Ardabil, Junayd attrasse così tanti discepoli che nel 1448, Jahan Shah (principe di Kara Koyunlu) lo inviò in esilio in Anatolia e Siria. Mentre era lì, iniziò un'attività missionaria e raccolse una grande quantità di seguaci turkmeni. Si recò poi alla corte di Uzun Hassan a Diyarbakır, dove sposò la sorella di Uzun Hassan, Khadija Khatun, intorno al 1456-1459.
A Junayd venne proibito il ritorno ad Ardabil, cosicché visse a Shirvan dove morì vicino al fiume Samur nell'attuale Azerbaigian, dove venne tumulato. Ciò porto all'inizio di una certa animosità fra i sunniti Shirvanshah e sciti safavidi.
A Junayd succedette suo figlio Sheikh Haydar, che sposò sua cugina Alamshah Halima Khatun, figlia di Uzun Hassan e Teodora Despina Khatun. Ebbero tre figli e tre figlie, fra cui Ismail I, padre di Tahmasp I.